# کلارک اسپنسر
کلارک اسپنسر (به انگلیسی: Clark Spencer) متولد ۶ آوریل ۱۹۶۳، یک تهیه کننده، تاجر و مدیر اجرایی استودیو است. بیشتر او را برای کارهایش در والت دیزنی پیکچرز می‌شناسند.

## زندگی
وی در سیاتل، واشینگتن، واشینگتن متولد شد. وی در سال ۱۹۹۳ به استودیو انیمیشن والت دیزنی پیوست. او در والت دیزنی مدیر برنامه‌ریزی بود ولی کارش را به معاون ارشد دارایی والت دیزنی تغییر داد. اسپنسر به بخش انیمیشن فلوریدا نقل مکان کرد. کلارک در خرید شرکت میرامکس در اوایل دهه ۹۰ دست داشته‌است. وی در سال ۱۹۸۵ از دانشگاه هاروارد فارغ‌التحصیل شد.

## فیلم شناسی
- لیلو و استیچ
- ملاقات با رابینسون‌ها
- تیزپا
- گیسوکمند
- وینی د پو
- رالف خرابکار
- زوتوپیا
- رالف خرابکار ۲